# Berisso partido
Berisso egy partido (körzet) Argentínában a Buenos Aires tartományban. A fővárosa Berisso.

## Települések
| - Berisso - Villa Porteña - Villa Progreso - Villa San Carlos - Barrio El Carmen Este - Villa Dolores - Villa Independencia | - Villa Argüello - Villa Zula - Barrio Banco Provincia - Villa Nueva - Barrio Universitario - Los Talas - Palo Blanco | - Villa Banco Constructor - Los Catorce - Villa España - La Balandra - Juan B.Justo - Barrio Obrero |

## Népesség
| Népesség | 49.201 | 58.833  | 66.152  | 74.761  | 80.092 |
| Változás | -      | +19,57% | +12,44% | +13,01% | +7,13% |